# Fred Arbanas
Frederick Vincent Arbanas (Detroit, 14 de enero de 1939 - Kansas City, 17 de abril de 2021) fue un jugador estadounidense de fútbol americano que se desempeñó en la posición Tight end. Arbanas fue seleccionado en la segunda ronda (22.ª en general) en el Draft de la NFL de 1961 por los St. Louis Cardinals y en la séptima ronda (53.ª en general) del Draft de la AFL de 1961 por los Kansas City Chiefs. Después de su jubilación, se desempeñó como legislador en el condado de Jackson, Misuri.

## Primeros años
Arbanas nació y se crio en Detroit. Era un jugador bidireccional y jugaba fútbol americano universitario en la Universidad Estatal de Míchigan. Como estudiante de segundo año en 1958, atrapó su primer pase para un touchdown contra California. Su mayor juego ofensivo llegó durante su temporada júnior en una victoria sobre Notre Dame, cuando atrapó cuatro pases para 67 yardas, incluido un touchdown de 59 yardas. En su último año, fue conocido principalmente por su juego en defensa. Solo atrapó tres pases ese año, pero dos fueron para touchdowns. Así como su primera recepción fue para un touchdown, también fue la última en 1960, en la final de temporada contra los Titans de la Universidad de Detroit Misericordia.
Arbanas se graduó en la Licenciatura en Ciencias de la Universidad Estatal de Míchigan.

## Carrera profesional
Arbanas fue seleccionado por los Dallas Texans de la American Football League (luego Kansas City Chiefs) en la séptima ronda (54.a en general) del Draft de la AFL de 1961 y por los St. Louis Cardinals de la National Football League en la segunda ronda (22a.) en general en el Draft de la NFL de 1961.
Firmó con los Texans para la temporada de 1961, pero se perdió esa temporada debido a la rotura de discos en la espalda. Sin embargo, a partir del año siguiente no se perdería ningún partido durante ocho temporadas consecutivas.
Arbanas fue seleccionado por sus compañeros como ala cerrada All-AFL de Sporting News en 1963, 1964 y 1966. Fue un All-Star de la División Oeste de la Liga de Fútbol Americano en 1962, 1963 y 1964.[cita requerida]
Su cuarta temporada de 1964, fue la más productiva con 34 recepciones para 686 yardas (un promedio de 20.2) y ocho touchdowns, todos los mejores de su carrera, ya que fue un All-Star de la AFL por tercera vez.
Sin embargo, la temporada del 64 también marcó un punto de inflexión en su vida cuando, en diciembre, fue brutalmente atacado por dos hombres en una acera de Kansas City. Perdió la vista de un ojo en enero de 1965, lo que provocó que se perdiera el juego de las Estrellas de la AFL. Volvió a ser un All-Star del Oeste en 1965, 1966 (cuando no jugó debido a una lesión) y 1967.[cita requerida]
Arbanas protagonizó dos equipos del Super Bowl de los Chiefs y un equipo del Campeonato Mundial. Se ganó un anillo de Super Bowl cuando los Chiefs derrotaron a los Minnesota Vikings 23-7, en el Super Bowl IV, el último encuentro entre rivales de la AFL-NFL antes de que las dos ligas se fusionaran.
Arbanas usó el campo de juego para escribir un legado para la AFL. "Recuerdo cuando los Chiefs jugaron contra los Chicago Bears el verano después de la derrota ante Green Bay en el primer Super Bowl", dijo el dueños del equipo, Lamar Hunt. "Ganamos el partido de pretemporada 66-24, pero había mucho en juego en ese partido. Escuché a Fred decir que ese fue su juego más memorable y yo siento lo mismo".[cita requerida]
Arbanas se retiró del fútbol profesional después de la temporada de 1970 en la que apareció en seis partidos para los Chiefs. Fue conocido como el prototipo de ala cerrada de la AFL. Sus 198 recepciones y 3,101 yardas recibidas fueron récords de los Chiefs para un ala cerrada hasta que Tony González los rompió.
Su talento finalmente ganaría un lugar en el equipo All-Time All-AFL. Fue incluido en el Salón de Honor de los Jefes de Kansas City en 1973. Fue nombrado miembro del Salón de la Fama del Deporte de Misuri en 1997. Fue incluido en el Salón de la Fama del Deporte de Míchigan en 2012.

## Vida personal
Durante su carrera con los Chiefs, Arbanas ocupó un puesto de tiempo completo en Fordyce Material y más tarde en Kansas City Coca-Cola Bottling Company como Director de Promoción. Fue miembro de la junta directiva de North American Savings Bank. Se retiró de Fred Arbanas, Inc., que fue fundada en 1970.
Fue legislador durante mucho tiempo en el condado de Jackson, Misuri desde 1973 y cuatro veces presidente de la Legislatura (1974, 1975, 1988 y 1989). En reconocimiento a sus muchos años de servicio al condado de Jackson, en 1999 el campo de golf Longview Lake pasó a llamarse Fred Arbanas Golf Course en Longview Lake. El 22 de enero de 2013, los colegas legislativos de Arbanas le obsequiaron con un broche de servicio por 40 años.
En 1992, se postuló en las primarias demócratas contra el actual congresista estadounidense Alan Wheat, pero Wheat ganó con el 58,2 por ciento de los votos frente al 37,5 por ciento de Arbanas.
Arbanas vivía con su esposa Sharon Arbanas en Lee's Summit, Misuri. Tuvo cuatro hijos y ocho nietos.
Arbanas falleció el 17 de abril de 2021 a los ochenta y dos años.